# Por Larrañaga
Por Larrañaga è una delle marche di sigari cubani più antiche, e la prima in assoluto tra quelle ancora in attività.

## Storia
Fondata nel 1834 dallo spagnolo Iñacio Larrañaga, la marca ebbe subìto una discreta notorietà, tanto da aprire una manifattura nel centro di L'Avana dove risiedevano quelle di altre grandi marche come H. Upmann e Bolivar. Tra i suoi più grandi estimatori possiamo annoverare lo scrittore Rudyard Kipling e l'attore-regista Orson Welles.
In seguito, durante il processo di concentrazione delle marche nelle mani di poche società, Por Larrañaga venne acquisita, unitamente alla H. Upmann dalla società che già possedeva Montecristo, fino ovviamente alla rivoluzione cubana di Fidel Castro che nazionalizzò anche quest'azienda. Por Larrañaga è di proprietà di Habanos, la società al 51% del Governo cubano ed al 49% della multinazionale del tabacco franco-spagnola Altadis.
La marca venne progressivamente abbandonata dai nuovi proprietari, che preferirono puntare su altri marchi o fondarne di nuovi, tanto che agli inizi del 2000 era molto difficile trovare sigari Por Larrañaga. Tuttavia, la grande popolarità del suo petit corona, divenuto introvabile nel tempo e quasi mitizzato dagli appassionati, convinsero Habanos a riprendere la produzione con costanza di almeno due formati.

## Prodotti
Le due vitola, che sono commercializzate anche in Italia, sono:
- Petit Coronas (vitola Mareva - Lunghezza 129mm, Diametro 16,67mm);
- MonteCarlo (vitola Delicioso - Lunghezza 159mm, Diametro 13,10mm);